# Manuel Afonso Correia
Manuel Afonso Correia   (Seixal, 26 de febrer de 1962) és un antic futbolista portuguès que va jugar com a defensa central i és un actual entrenador.

## Carrera de club
Nascut a Seixal, Districte de Setúbal, Correia va participar en 299 partits de Primeira Liga durant nou temporades, marcant un total de nou gols amb el FC Vizela i el GD Chaves i també representant al FC Penafiel. Va debutar a la competició el 26 d'agost de 1984, mentre estava al servei del primer club, en una derrota a casa per 1-2 contra el SL Benfica.
Correia es va retirar al final de la campanya 1995–96 als 34 anys, després d'ajudar el Chaves a mantenir la seva condició de màxima divisió. Posteriorment va treballar com a entrenador, al capdavant de diversos equips de la Segona Lliga.

## Vida personal
El fill de Correia, Rui, també va ser futbolista i defensa.